# لودویکوو
لودویکوو (به چکی: Ludvíkov) یک منطقهٔ مسکونی در جمهوری چک است که در شهرستان برونتال واقع شده‌است. لودویکوو ۲۲٫۲ کیلومتر مربع مساحت و ۳۳۳ نفر جمعیت دارد و ۶۲۰ متر بالاتر از سطح دریا واقع شده‌است.